# Cariús
Cariús is een gemeente in de Braziliaanse deelstaat Ceará. De gemeente telt 19.338 inwoners (schatting 2009).
De gemeente grenst aan Jucás, Iguatu, Cedro, Várzea Alegre, Farias Brito en Tarrafas.